# Egri Érseki Tanítóképző
Az Egri Érseki Tanítóképző 1828 és 1948 között működött, katolikus néptanítókat képző, érseki irányítás alatt álló egri tanintézet volt.

## Története
A kezdetben kétéves magyar nyelvű oktatást nyújtó, tanítókat és tanítónőket egyaránt képző intézetet Pyrker János egri érsek alapította 1828-ban. Először az Egri Érseki Jogakadémia épülete, a Foglarianum adott otthont az iskolának, amely 1852 után már a Líceum épületében működött. A tanulmányi időt 1871-ben három tanévre emelték fel, 1882-ben pedig a képesítővizsga feltételéül szabták meg az egyéves tanítói gyakorlatot. 1874-ben az angolkisasszonyok megnyitották a városban az Egri Érseki Tanítónőképzőt, s bár kezdetben közös tanári karral működött a két intézet, az Egri Érseki Tanítóképzőben ettől az évtől csak fiúnövendékek oktatása folyt. Az iskola feletti felügyeletet 1883-ban a fővárosi tankerületi főigazgatóság vette át a kassaitól, 1886-tól pedig az oktatómunka ellenőrzése közvetlenül a királyi tanfelügyelő hatáskörébe tartozott. Az 1919-es Tanácsköztársaság során az intézetet államosították, 1920-tól azonban ismét az egri főegyházmegye iskolájaként működött tovább, hatéves – 1925 után ötéves – szorgalmi időszakkal. 1948-ban a tanintézetet végleg államosították.
A tanítóképzés előbb, egy évig az Állami Pedagógiai Gimnáziumban, majd középfokú fiúképző formájában a Gárdonyi Géza Tanítóképzőben folytatódott tovább. Az iskola – a gyakorlóiskolájával együtt – a Líceum épületéből átköltözött a megszüntetett Ciszterci Szent Bernát Főgimnázium épületébe (1949). – Felsőfokú tanítóképző intézet már nem szerveződött a városban. Egerben megszűnt a nagy hagyományokkal rendelkező tanítóképzés (1959). Ennek jogát a helyi politikai döntéshozók átadták Jászberénynek. A tanítóképző helyén - felmenő rendszerben és különböző elnevezésekkel - gimnázium alakult, amit többnyire Gárdonyi Géza Gimnáziumként ismernek, s amit a rendszerváltás után visszakaptak a ciszterciek.
Az Érseki Tanítóképző fennállása időszakában közel hatezer diák vehette át tanítói oklevelét az intézetben. A nevesebb tanárok közé tartozott Payer Antal, Mindszenty Gedeon, Répássy János, Babik József, Breznay Imre, Zsasskovszky Ferenc és Endre. A végzősök száma az 1860-as években a negyvenet is meghaladta, más időszakokban az évfolyamonkénti tanulók száma öt és huszonöt között mozgott. A növendékek közül később ismertségre tettek szert Gárdonyi Géza író, Kelemen Lajos és Kalovits Alajos pedagógusok. A diákság körében élénk önképzőköri élet folyt, az 1878–1881 között itt tanuló Gárdonyi Géza az irodalmi kör alelnöke volt és az iskolai élclap, a Drukk szerkesztőjeként és illusztrátoraként tevékenykedett. 1892 után a Mindszenty Önképzőkör szervezte a diákság tanórákon kívüli életét.

### Az Érseki Tanítóképző igazgatói
- 1828–1846: Rajner Károly
- 1846–1847: Lévay Sándor
- 1847–185?: Lipovinczky János
- 185?–1853: Bezzegh András
- 1853–1854: Stipula József
- 1854–1855: Német Mihály
- 1855–1856: Stipula József
- 1856–1857: Szaitz Antal
- 1857–1858: Német Mihály
- 1858–1869: Ferenczy Imre
- 1869–1875: Tárkányi Béla
- 1875–1892: Zsendovics József
- 1892–1898: Vincze Alajos
- 1898–1909: Katinszky Gyula
- 1909–1921: Venczell Ede
- 1921–1938: Csanády László
- 1938–1948: Somos Lajos